# Lit (Steve Aoki e Yellow Claw)
Lit è un singolo del DJ statunitense Steve Aoki e del gruppo musicale olandese Yellow Claw, pubblicato il 7 luglio 2017 come terzo estratto dal quarto album in studio di Aoki Kolony.
Il brano ha visto la partecipazione dei rapper statunitensi Gucci Mane e T-Pain.

## Tracce
1. Lit – 2:49

## Classifiche
| Classifica (2017)              | Posizione massima |
| ------------------------------ | ----------------- |
| Stati Uniti (dance/electronic) | 34                |